# Renault Sherpa 3
Pour les articles homonymes, voir Sherpa (homonymie).
 (janvier 2013).
Si vous disposez d'ouvrages ou d'articles de référence ou si vous connaissez des sites web de qualité traitant du thème abordé ici, merci de compléter l'article en donnant les références utiles à sa vérifiabilité et en les liant à la section « Notes et références ».
Le Sherpa Light Carrier  présenté à l'origine sous le nom de Sherpa 3 est un véhicule tactique léger. Il appartient à la gamme des véhicules tactiques de Renault Trucks Defense. Présenté lors du salon Eurosatory 2006 en même temps que le Sherpa 2, différentes versions ont été présentées au public en 2008.

## Versions
Ancienne dénomination :

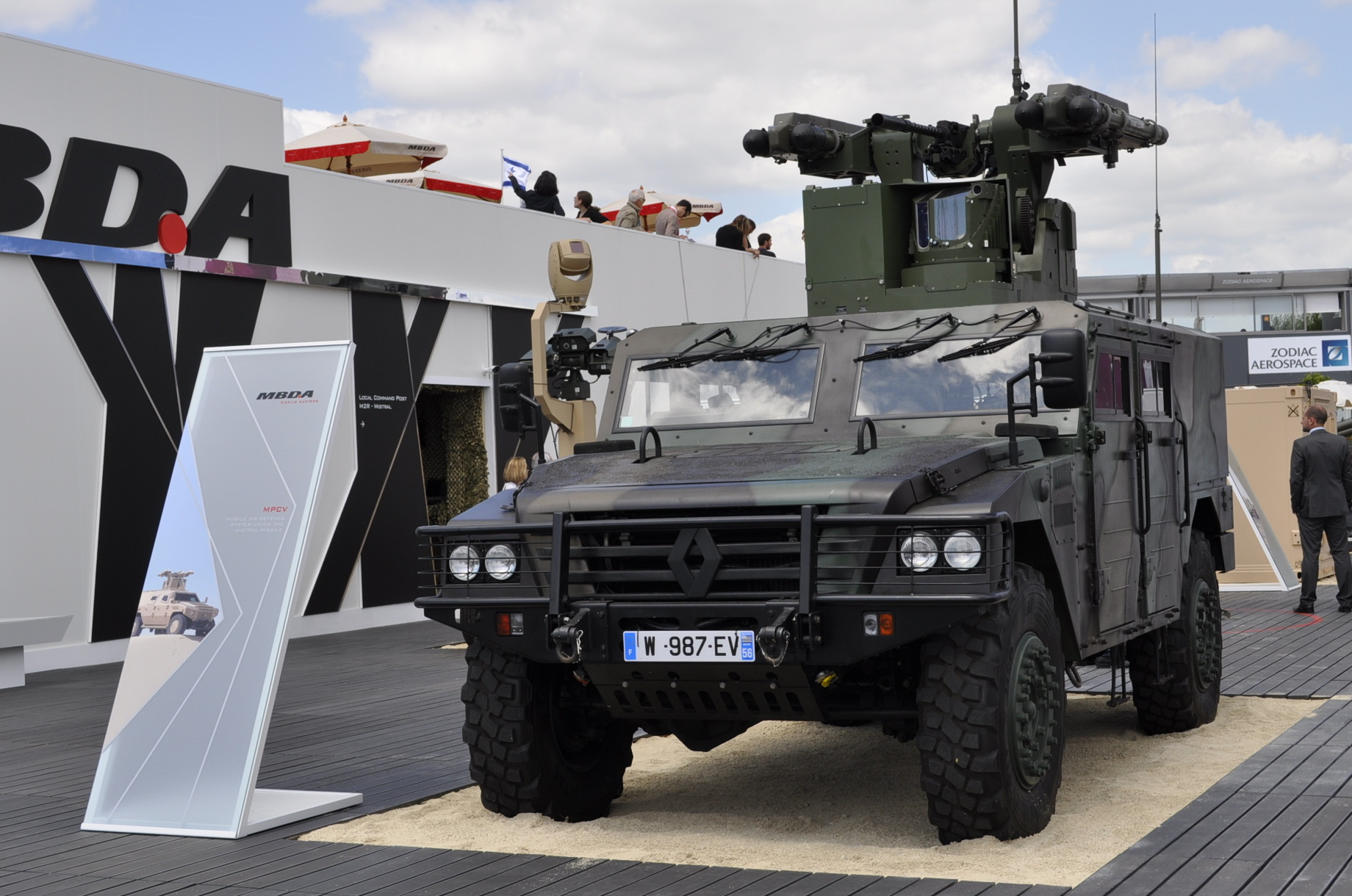
Multi Purpose Combat Vehicle présenté en 2015.

- Sherpa 3 : version légère sans cabine blindée
- Sherpa 3A : avec cabine blindée (protection de base N2 balistique et N1 mines), charge utile de 1,5 t.
- Sherpa 3 Grand Volume: châssis long, capable d'emporter 10 fantassins
- Sherpa 3 HI (Haute Intensité) : dédié aux forces spéciales, caisse ouverte et charge utile de 3 t.
- Multi Purpose Combat Vehicle : 3A équipé de 4 missiles sol-air Mistral[2]. Développé depuis 2006, premières livraisons en 2011 avec 6 livraisons au 54e régiment d'artillerie, première exportation en 2013[3]

## Utilisateurs
- OTAN : NATO Support and Procurement Agency[4]
- France : Armée de terre française